# Château de Kernivinen
Le château de Kernivinen est un édifice situé à Bubry, en France.

## Situation
Le château est situé sur le territoire de la commune de Bubry, au lieu-dit Kernivinen, dans le département du Morbihan, en région Bretagne.

## Description
Le château date du XIXe siècle, édifice de plan régulier à un étage carré, élévation à travées, construit en pierre de taille de granite. Toiture à longs pans couverte d'ardoises, toit en pavillon, croupe.

## Histoire
Le château est inscrit à l'inventaire général du patrimoine culturel.